# Ryan Nyambe
Ryan Nyambe (Katima Mulilo, Zambezi, Namibia, 4 de diciembre de 1997) es un futbolista namibio. Juega de defensa o centrocampista en el Derby County F. C. de la EFL Championship. Es internacional absoluto por la selección de Namibia desde 2019.

## Trayectoria
Nyambe comenzó su carrera en la academia del Blackburn Rovers desde la temporada 2014-15, donde progresó hasta llegar al primer equipo. Firmó su primer contrato profesional con el club en julio de 2015. Debutó el 11 de agosto contra el Shrewsbury Town en la Copa de la Liga.
Dejó el club al término de la temporada 2021-22. Entonces se unió al Wigan Athletic F. C. por un año. Se marchó pasado ese tiempo al no renovar su contrato. Estuvo un par de meses sin equipo y a mediados de septiembre fichó por el Derby County F. C.

## Estadísticas
Actualizado al último partido disputado el 2 de abril de 2025.
| Blackburn Rovers F. C. sub-23 Inglaterra | 2016-17       | 2016-17       | -   | - | 3  | 0 | 3   | 0 |
| Blackburn Rovers F. C. Inglaterra        | 2.ª           | 2015-16       | 0   | 0 | 1  | 0 | 1   | 0 |
| Blackburn Rovers F. C. Inglaterra        | 2.ª           | 2016-17       | 25  | 0 | 3  | 0 | 28  | 0 |
| Blackburn Rovers F. C. Inglaterra        | 3.ª           | 2017-18       | 29  | 0 | 6  | 0 | 35  | 0 |
| Blackburn Rovers F. C. Inglaterra        | 2.ª           | 2018-19       | 29  | 0 | 4  | 0 | 33  | 0 |
| Blackburn Rovers F. C. Inglaterra        | 2.ª           | 2019-20       | 31  | 0 | 2  | 0 | 33  | 0 |
| Blackburn Rovers F. C. Inglaterra        | 2.ª           | 2020-21       | 38  | 0 | 1  | 0 | 39  | 0 |
| Blackburn Rovers F. C. Inglaterra        | 2.ª           | 2021-22       | 31  | 0 | 1  | 0 | 32  | 0 |
| Blackburn Rovers F. C. Inglaterra        | Total club    | Total club    | 183 | 0 | 18 | 0 | 201 | 0 |
| Wigan Athletic F. C. Inglaterra          | 2.ª           | 2022-23       | 31  | 0 | 2  | 0 | 33  | 0 |
| Wigan Athletic F. C. Inglaterra          | Total club    | Total club    | 31  | 0 | 2  | 0 | 33  | 0 |
| Derby County F. C. Inglaterra            | 3.ª           | 2023-24       | 19  | 0 | 2  | 0 | 21  | 0 |
| Derby County F. C. Inglaterra            | 2.ª           | 2024-25       | 17  | 0 | 2  | 0 | 19  | 0 |
| Derby County F. C. Inglaterra            | Total club    | Total club    | 36  | 0 | 4  | 0 | 40  | 0 |
| Total carrera                            | Total carrera | Total carrera | 250 | 0 | 27 | 0 | 277 | 0 |
| (1) Incluye EFL Trophy.                  |               |               |     |   |    |   |     |   |